# Willy Guggenheim
Pour le collectionneur et mécène qui donne son nom à plusieurs musées, voir Solomon R. Guggenheim.
 (février 2023).
Si vous disposez d'ouvrages ou d'articles de référence ou si vous connaissez des sites web de qualité traitant du thème abordé ici, merci de compléter l'article en donnant les références utiles à sa vérifiabilité et en les liant à la section « Notes et références ».
Willy Guggenheim dit aussi Varlin, né le 16 mars 1900 à Zurich et mort le 30 octobre 1977 à Bondo, est un artiste peintre et graveur suisse.

## Biographie
Né dans une famille de confession juive, son père meurt en 1912 quelques mois avant sa grande sœur. La famille déménage et c'est à Saint-Gall que Willy Guggenheim poursuit ses études et fait un apprentissage en lithographie. En 1921, il intègre l'École nationale des arts appliqués de Berlin.
En 1923, il monte à Paris, adopte le pseudonyme de « Varlin » en hommage au grand syndicaliste Eugène Varlin et va rester onze ans en France. Cette même année il s'inscrit à l'Académie Julian, à l'Académie de la Grande Chaumière, pour les cours du soir, ainsi qu'à l'Académie d'André Lhote, au 18 rue d'Odessa de 1923 à 1926.
Des revers de fortune de sa mère l'obligent à prendre un travail. Il entre alors chez Risacher au Faubourg Montmartre, puis il réalise des dessins humoristiques pour des journaux, qu'il exposera ensuite au Salon des humoristes. Il loue un studio rue de Vanves à Paris.

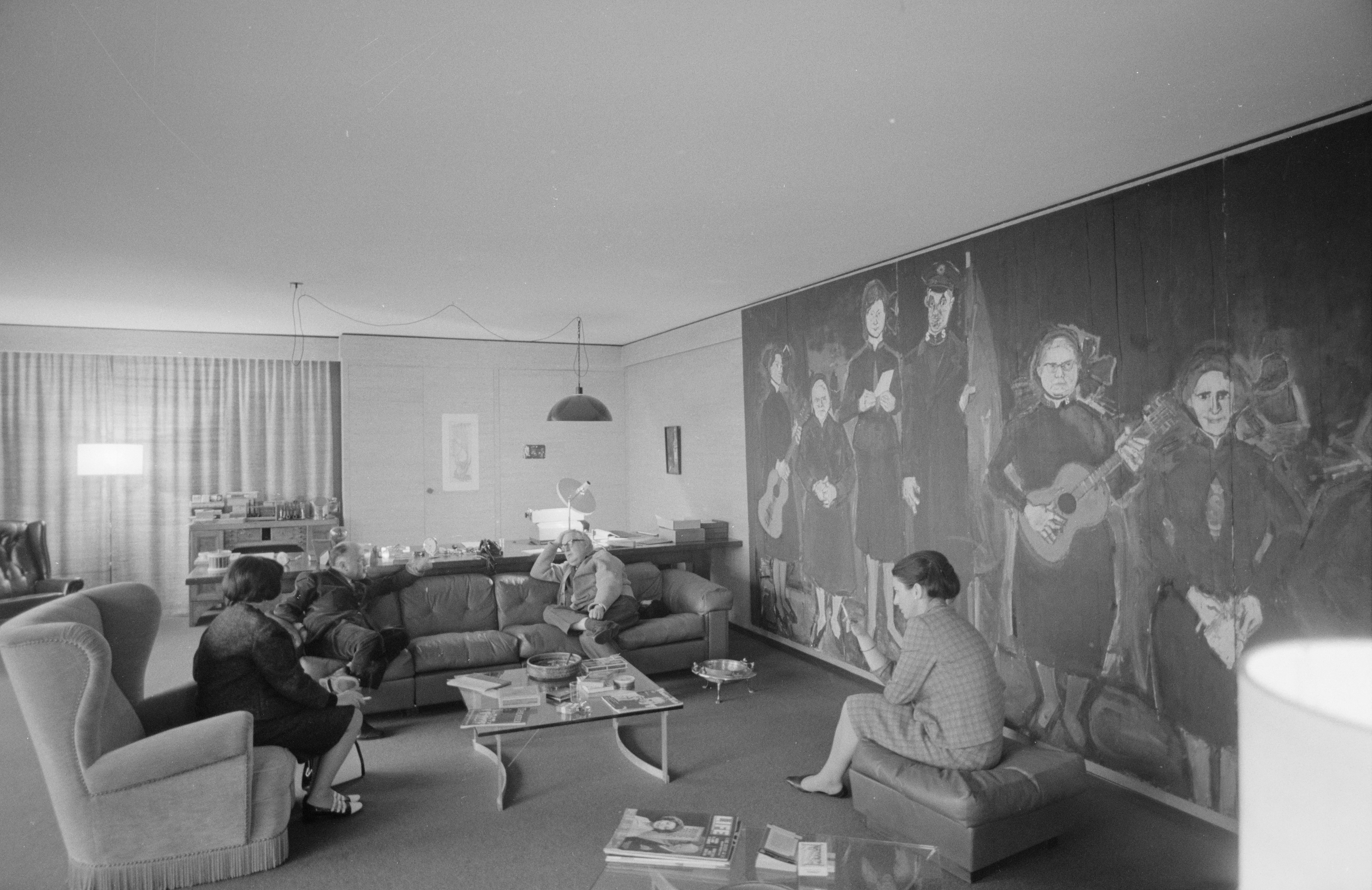
Le tableau "Die Heilsarmee" (Armée du salut) dans la maison de Friedrich Dürrenmatt à Neuchâtel ; Dürrenmatt et Eugène Ionesco assis sur le canapé.

En 1927, il fait la connaissance de Léopold Zborowski, découvreur de talents et marchand de tableaux, qui compte Chaïm Soutine et Amedeo Modigliani parmi ses protégés. Il lui signe un contrat et l'installe dans un atelier de La Ruche.
À la mort de Zborowski son mécène, en 1932, il quitte la France et rentre à Zurich où il gagne un concours pictural organisé par la ville qui lui attribue un atelier dans le pavillon rococo de Beckenhof, qu'il représentera dans ses œuvres au cours des huit années où il y demeura. En 1951, il fait la connaissance de Franca Giovanoli, qui deviendra son épouse en 1963. En 1933, il rencontre Wilfrid Moser qu'il invite à exposer avec lui.
Il se lie d'amitié avec Friedrich Dürrenmatt, dont il fera plusieurs portraits. Celui-ci collectionnera les œuvres de son ami et lui écrira les préfaces de ses catalogues d'expositions ainsi que sa biographie.

## Collections publiques
- Kunsthaus Zürich (Zurich) : Autoportrait
- Museo Cantonale d'Arte, Lugano[2]

## Expositions
- 1927 - Galerie Sloden, Faubourg Saint-Honoré à Paris
- 1951 - Kunstmuseum de Lucerne, l'expose avec Max Gubler
- 1954 - Kunsthalle, Berne
- 1960 - Biennale de Venise
- 1964 - Art Suisse au XXe siècle, Lausanne :
- 1967 - Kunsthalle, Bâle
- 1977 - Biennale internationale d'art, Palazzon Strozzi, Florence
- 1982 - Galerie Claude Bernard, Paris, de février à mars
- 1982 - Galerie Albert Loeb, Paris
- 1985 - Matthiesen Fine Art Ltd, Londres : en collaboration avec Compagnia del Disegno, Milan[3]
- 1986 - Galerie Claude Bernard à New York
- 1997 - Galerie Claude Bernard à Paris du 25 mars au 31 mai
- 2005 - Neufchâtel ; Exposition Varlin jusqu'au 31 juillet au Centre Dürrenmatt
- 2005 - Appenzell ; Exposition Varlin du 21 août au 30 octobre au Musée Liner.
- 2011 - Galerie Claude Bernard, Paris du 17 mars au 23 avril (avec catalogue)

## Prix
- Premier prix de peinture au concours de Zurich, 1947
- Prix Guggenheim à la Biennale de Venise de 1960

## Filmographie
- Friedrich Kappeler, Varlin, film documentaire sortie en août 2000, 84 min.